# Милль, Джеймс
Джеймс Милль (англ. James Mill; 6 апреля 1773, Нортуотер-Бридж, Шотландия — 23 июня 1836, Кенсингтон) — британский философ, историк и экономист, представитель классической школы политэкономии, «рикардианец». Отец Дж. С. Милля.

## Биография
Родился 6 апреля 1773 года в Нортуотер-Бридж (Ангус, Шотландия), в семье бедного сапожника Джеймса Милна. После приходской школы был помещён в Академию Монтроуз  (англ.). Затем поступил в Эдинбургский университет, где в 1789 году окончил богословский факультет и в октябре был рукоположён в сан священника.

Джеймс Милль был воспитан в строго религиозной пресвитерианской семье и в дни своей юности сам был глубоко верующим человеком. Но мало-помалу, под влиянием чтения и размышлений о прочитанном, взгляды его на религиозные вопросы изменились. Одно время он был деистом, затем для него наступил период сомнений, из которого он вышел с убеждением, что человек не может знать ничего определенного относительно происхождения мира. Вместе с тем он не был положительным атеистом и даже презирал догматический атеизм как одну из тщетных попыток человеческого ума познать сокровенную сущность вещей, которая всегда останется непознаваемой. Крайне любопытно, что возражения Джеймса Милля против христианства основывались не только на доводах рассудка, но и вытекали из его нравственных воззрений. Он полагал, что наш мир так полон зла и несчастия, что нельзя приписывать его происхождение одному доброму началу; по его мнению, всемогущий и всеблагой Творец не мог бы осудить человечество на ту жалкую участь, какой ему представлялась наша жизнь. Миллю больше нравилось древнее учение Зороастра о двух верховных началах - добра и зла, - совместно управляющих миром. Он надеялся, что окончательная победа останется на стороне доброго начала, но не мог согласиться, что эта победа теперь уже одержана добром. — Глава I. Отец Милля и его характеристика. // Туган-Барановский М. И. Джон Стюарт Милль. Его жизнь и научно-литературная деятельность.
Отказавшись от сана, в 1802 году уехал в Лондон, где начал заниматься литературной деятельностью; в 1803—1806 годах был редактором «Литературного журнала», в конце 1805 года начал работу над «Историей Британской Индии». В том же году женился, не имея никаких средств к жизни, на очень красивой девушке, Гарриете Берроу, мать которой, вдова, содержала лечебницу для умалишённых в Хокстоне  (англ.). Они сняли дом в лондонском районе Пентонвилль, где в 1806 году родился их старший сын Джон Стюарт Милль (всего у них было 9 человек детей).
В 1819 году поступил на службу в Ост-Индскую компанию.
Был другом и последователем Давида Рикардо. Милль утверждал, что политическая экономия для государства есть то же самое, что и экономика домашнего хозяйства (domestic economy) для семьи. Двумя главными объектами политэкономии, по его мнению, является потребление общества и обеспечение предложения, от которого это потребление зависит.
В обширной статье для первой книжки журнала «Вестминстерское обозрение» Милль сделал критический обзор действовавшей английской конституции, которая, по его мнению, нуждалась в серьезной переработке, ибо в силу своего аристократического характера предоставляла власть в стране сотне самых знатных фамилий.

## Основные произведения
- The History of British India, 3 vols., 1817.
- Элементы политической экономии (Elements of Political Economy, 1821).
- An Analysis of the Phenomena of the Human Mind, 2 vols., 1829.